# Байрамич (Галиполи)
Байрамич е село в околия Галиполи на вилает Чанаккале в Турция. Населението му е 601 души (към 2021).